# Richard S. Westfall
Richard S. Westfall (Fort Collins, Colorado, 22 de abril de 1924 – Bloomington, Indiana, 21 de agosto de 1996) fue un historiador de la ciencia y universitario estadounidense. Es célebre su biografía de Isaac Newton.

## Trayectoria
Tras concluir estudios intermedios en 1942, Westfall pasó a la Yale University. Al participar dos años en la Segunda Guerra, tuvo que interrumpir su formación, que finalizó en 1948 a los veinticuatro años. Se doctoró en Yale, con un trabajo sobre Science and Religion in Seventeenth Century England, que marcó una línea futura de su indagación como historiador de la ciencia, pues las relaciones entre ciencia y religión estuvieron presentes en muchos de sus trabajos futuros.
Westfall enseñó historia de la ciencia en varias universidades: Instituto Tecnológico de California (1952-53), State University of Iowa (1953-57) y Grinnell College (1957-63). Luego, trabajó de continuo en la Universidad de Indiana, desde 1963 hasta su retiro en 1989. Murió, como profesor emérito ya, en 1996 a los 72 años.
Westfall fue miembro de la "American Academy of Arts and Sciences" y de la Real Sociedad de Literatura. La prestigiosa Sociedad de Historia de la Ciencia le concedió la medalla George Sarton.

## Obra
Además de su tesis, trabajó sobre la construcción de la ciencia moderna inicial y sobre algunos problemas de su mecanicismo, incluyendo la idea física de 'fuerza'. Se interesó asimismo por Galileo y Descartes.
En La construcción de la ciencia moderna habla de dinámica celeste y mecánica terrestre, la filosofía mecanicista, la ciencia mecanicista, la química mecanicista, la biología y la filosofía mecanicista, la nueva organización de la actividad científica y finalmente de la ciencia de la mecánica y la dinámica newtoniana.
En 1980 publicó una gran biografía de Isaac Newton, Never at Rest, donde le describía como un individuo neurótico, de humor voluble y vengativo, lo cual no fue obstáculo para su amplísima y genial contribución a la ciencia moderna. Luego, Westfall resumió ese trabajo en The Life of Isaac Newton (Isaac Newton: una vida) en 1993.
Al final de su carrera creó una extensa base de datos (Catalog of the Scientific Community in the 16th and 17th Centuries) con información sobre las trayectorias de más de 600 científicos de la temprana Edad Moderna.

## Publicaciones
- Science and Religion in Seventeenth Century England, Tesis Doctoral
- The Construction of Modern Science: Mechanism and Mechanics, 1971. Trad. La construcción de la ciencia moderna, Labor, 1980, ISBN 978-84-335-2420-1
- Force in Newton's Physics: the Science of Dynamics in the Seventeenth Century, 1971[10]
- Essays on the Trial of Galileo, 1989
- Never at Rest, 1980
- The Life of Isaac Newton, 1993. Tr.: Isaac Newton: una vida, Akal, 2006, ISBN 978-84-460-2565-8
- Catalog of the Scientific Community in the 16th and 17th Centuries